# Losing Grip
"Losing Grip" är en låt framförd av den kanadensiska sångerskan Avril Lavigne, utgiven på hennes debutalbum Let Go (2002). Låten släpptes som albumets fjärde singel den 1 april 2003, utom i Australien och Nya Zeeland, där "Mobile" valdes istället. "Losing Grip", som skrevs av Lavigne och producenten Clif Magness, har ett tyngre, grungeorienterat sound jämfört med de poppigare låtarna på Let Go.
Musikvideon regisserades av Liz Friedlander.

## Låtlista
1. "Losing Grip" – 3:53
2. "I'm with You" (live) – 3:57
3. "Unwanted" (live) – 4:01
4. "Losing Grip" (music video) – 3:55